# Kardinal Offishall
Kardinal Offishall, właśc. Jason D. Harrow (ur. 12 maja 1976) – kanadyjski raper. Urodził się w 1976 roku w Toronto. Dorastał w dzielnicy Scaborough, zamieszkiwanej przez jamajskich imigrantów. Jako nastolatek wygrał kilka muzycznych przeglądów, zwracając tym samym uwagę kanadyjskich producentów. W wieku 15 lat założył grupę The Circle. Jednocześnie Jason zajął się produkcją i robieniem bitów. Jego muzyczny debiut nastąpił w 1997 roku, gdy wydał solową płytę Eye & I. Ten oraz kolejne albumy Jasona zwróciły uwagę szerszej publiczności na niedoceniany do tej pory kanadyjski rap. Mimo dużej popularności jego solowych albumów, Offishall skoncentrował się przede wszystkim na mixtape’ach i gościnnych udziałach w produkcjach amerykańskich raperów. Poza tym chętnie występował na koncertach i współpracował przy produkcji imprez hip-hopowych.

## Dyskografia
Albumy studyjne
- 1997: Eye & I
- 2001: Quest a for fire, firestarter, vol. 1
- 2005: Fire and Glory
- 2008: Not 4 Sale
- 2011: Mr. International

Minialbumy
- 2000: Husslin'

Single
- 1997: Naughty Dread
- 1998: On wit da Show
- 2000: Husslin
- 2001: BaKardi Slang
- 2001: Time Killin (featuring Jully Black, Allistair, IRS & Wio-K)
- 2001: Powerfulll (featuring Jully Black)
- 2001: Belly Dancer (featuring Pharrell)
- 2005: Heads Up
- 2005: Everyday (Rudebwoy) (featuring Ray Robinson)
- 2006: Feel Alright
- 2007: Graveyard Shift (featuring Akon)
- 2008: Dangerous (featuring Akon)
- 2008: Set It Off (featuring Clipse)
- 2008: Burnt (featuring Lindo P)
- 2008: Numba 1 (Tide Is High) (featuring Keri Hilson)